# Willie Parker
Pour les articles homonymes, voir Parker.
(en) Statistiques sur pro-football-reference
Willie Parker est un joueur américain de football américain né le 11 novembre 1980. Il évoluait au poste de Running back.

## Biographie
Il est recruté par les Steelers de Pittsburgh en 2004 comme agent libre non drafté.
Pendant le Super Bowl XL, il marque un touchdown à la course de 75 yards, le plus long de l’histoire du Super Bowl.
Ne parvenant pas à réintégrer la NFL après son bref passage aux Redskins de Washington en 2010, il prend officiellement sa retraite en 2012.
En juillet 2012, il devient entraîneur assistant pour l'équipe universitaire de West Virginia Wesleyan College.

## Palmarès
- Vainqueur du Super Bowl XL, saison 2005-06
- Vainqueur du Super Bowl XLIII, saison 2008-09